# 万涛
万涛（1904年—1932年），原名万诗楷，号铁民，化名王德，土家族，四川省黔江县桂花村，中国共产党员、中国近代军事人物，中华人民共和国革命烈士。

## 生平
1904年万涛出生于四川省黔江县，幼时入学于私塾读书。1920年就读于县立高等小学堂。1923年4月，与濯水乡三门滩冉启秀结婚。1923年7月，万涛入重庆求学，考入川东师范，与重庆学联负责人张锡畴一起，投身学运、青运。1924年，万涛加入中国共产党。1926年，去上海从事革命活动。1927年，八七会议后，万涛以中央巡视员身份，到湖北指导农民运动。当时，鄂西革命形势严峻，特委遭到破坏。万涛潜入湖北后，与周逸群一道，首先在宜昌恢复鄂西特委，周逸群任特委书记，万涛任副书记，领导鄂西的革命斗争。在华容指导反清乡斗争中，万涛不幸被捕。1928年冬，经党组织营救获释。出狱后，与周逸群、段德昌等人继续领导鄂西的革命斗争。
1929年3月，鄂西党的第一次代表大会召开，万涛当选为中共鄂西特委副书记，并负责宣传工作，后兼任特委组织部长。江陵、石首、沔阳、监利等县交界的洪湖、白露湖的大片区域，形成工农武装割据的形势。同年，蒋桂战争爆发，鄂西一度空虚，特委便抓住这一有利时机，扩大游击武装，实行农民武装割据。万涛深入鄂西的宜昌、当阳、秭归、恩施等地农村，指导恢复党的组织。次年2月，到红四军驻地鹤峰传达中央和鄂西特委关于红四军东下与红六军会师的指示和鄂西党的二次代表大会精神。接着，担任红四军第二路党代表。当时，由于邓中夏在湘鄂西执行左倾路线，给红军造成一定的损失。周逸群、万涛对此坚决抵制。尔后，中央把鄂西特委改建为中共湘鄂西特委，领导湘鄂边、鄂北、巴兴归、襄枣等根据地的革命斗争，万涛当选为特委副书记。1931年5月，周逸群在洞庭湖一带检查工作，不幸牺牲。万涛肩负重担，支援红三军和红四军转战湘鄂边区。
1931年6月，湘鄂西临时省委成立，万涛当选为省委常委，相继兼任组织部长和宣传部长。8月，洪湖发生严重水灾，洪湖苏区除华容、东山等少数地方外，监利、沔阳、石首、江陵、汉川等地发生严重水灾。为了击退国军进攻，省委决定由万涛等人带领九师开展游击活动，迎接红三军主力回洪湖。8月19日，九师在万涛、段德昌的率领下一举攻占沙洋。9月28日，九师与贺龙率领的红二军主力在荆门刘猴集会师。万涛还将缴获的武器充实九师二十五、二十六团，同时新组建二十七团。九师出击初战告捷，接着万涛率九师转战鄂北，与该地红军二十六师沟通联系，调部分干部和枪械充实二十六师，帮助其建立政治工作机关，大力发展鄂北的革命力量。
不久，红三军与九师召开团以上干部参加的前委扩大会议，清算李立三的左倾错误。会上万涛传达中央和湘鄂西分局的指示，撤销邓中夏政委职务，改组红三军前委，万涛任前委书记，兼红三军政委。红三军经过整顿决定重新回到洪湖坚持武装斗争。10月20日，红三军攻占钟祥，歼敌一部，留枪150支组建钟祥游击队，复攻占张截港，打通与洪湖的通道。与此同时，夏曦被派到洪湖根据地任湘鄂西中央分局书记兼军委主席团主席，执行王明路线，以“怕艰苦困难和不服从领导”为由，撤销了万涛红三军政委的职务，改派到湘鄂西临时省委任宣传部长。
1932年夏，蒋介石调集十余万军队对洪湖苏区发动第四次围剿战争。夏曦却把党内斗争扩大化，悍然发动湘鄂西苏区的肃反运动，而且坚持要把红三军主力撤出洪湖，去包围武汉，夺取大城市。1932年2月，在湘鄂西第四次党代会上，万涛严厉地批评夏曦的逃跑主义和盲动路线。党代会的第四天，中央代表宣读“以万涛、潘家辰为首的小宗派反党活动是反中央的，反国际路线的阴谋活动，应予严肃处理”的决定，于是，会议风向骤变，由批评夏曦的错误，变为批判打击万涛、潘家辰“宗派反党朋谋活动”的斗争。1932年秋，由于肃反扩大化，万涛被戴上“反革命高级坐探”、“改组派首领”帽子，错杀于洪湖根据地监利县的周老咀，时年28岁。

## 纪念
1957年12月，国务院拟定的《湘鄂西革命烈士纪念碑》中列上万涛。1984年9月30日，中华人民共和国民政部颁发《万涛革命烈士证明书》。
万涛故居建于清道光年间，坐北朝南，占地340平方米、建筑面积200平方米，呈四合院布局，系木质结构。中华人民共和国成立后，该房屋作为冯家粮站使用。2001年，该故居由黔江区粮食局移交给黔江区文化局管理，同年黔江区曾多次对万涛故居进行维修，恢复了木屋内外古朴飘香、翠竹环绕的风貌。2005年10月25日正式开馆，陈列了万涛及其家人生平使用过的学习生产生活用具及红三军经过黔江留下的文物、图片和文字资料等。向市民免费开放，庭院内还竖有万涛的大理石雕像。